# Македония (тема)
Вижте пояснителната страница за други значения на Македония.
Тема Македония (на гръцки: θέμα Μακεδονίας) е военноадминистративна област във Византия, която обхваща Северозападна и част от Източна Тракия. Създадена е между 789 и 802 г. Нейно средище е град Адрианопол. Както и другите теми, тя е управлявана от управител – стратег. Ранни сведения за нея дава Ибн Хурдазбих през IX век.
От тема Македония произхожда император Василий I Македонец – основател на т. нар. Македонска династия, която управлява Византия от 867 до 1056 г.

## История
Територията на тема Македония е честа арена на вековния сблъсък между България и Византия, тя преминава ту в българско, ту във византийско владение до падането на България под византийска власт. Седалището на административната област е в Адрианопол. Арабските географи Ибн Хурдазбих (847 г.) и ибн ал Фадих (903 г.) пишат, че тази област се простира между „Дългата стена“ на изток до „земите на славяните“ на запад и от Морето аш-Шам[ неясно? ] до границите на България. Това сочи, че македонската тема географски не е тъждествена на историческия регион Македония, а византийската администрация по-скоро има предвид Западна Тракия.
Ибн Хурдазбих добавя, че провинция Македония се прекосява за петнадесет дни надлъж и за пет дни нашир, а в нея има три крепости. Темата Македония е завладяна и присъединена към България от цар Симеон I, но по силата на мирния договор от 927 година Византия си връща голяма част от нея. По-късно темата е във византийски ръце до 1204 година, когато латинските рицари от IV кръстоносен поход завладяват Константинопол. Тук се състои и битката при Адрианопол. Тема Македония отново е включена в българските предели през 1205 година от цар Калоян.